# رومان کیناست
رومان کیناست (آلمانی: Roman Kienast؛ زادهٔ ۲۹ مارس ۱۹۸۴) بازیکن سابق و مربی فوتبال اهل اتریش است.
از باشگاه‌هایی که در آن بازی کرده‌است می‌توان به باشگاه فوتبال اشتورم گراتس، باشگاه فوتبال هلسینگبورگس، باشگاه فوتبال رایندورف آلتاخ، باشگاه فوتبال آستریا وین، و باشگاه فوتبال راپید وین اشاره کرد.
وی همچنین در تیم‌های ملی فوتبال زیر ۲۱ سال اتریش و اتریش بازی کرده‌است.